# Trinitario Ruiz Valarino
Trinitario Ruiz Valarino (Valencia, 21 de octubre de 1862-Madrid, 12 de diciembre de 1945) fue un abogado y político español, ministro de Gracia y Justicia y ministro de Gobernación durante el reinado de Alfonso XIII.

## Biografía
Nacido el 21 de octubre de 1862 en Valencia, era hijo del exministro Trinitario Ruiz Capdepón y miembro del Partido Liberal hasta el fallecimiento de Sagasta en el que pasará a militar en el seno del Partido Democrático, participará en las sucesivas elecciones celebradas entre 1886 y 1910 obteniendo acta de diputado en el Congreso por la circunscripción de Alicante, siendo nombrado en 1912 senador vitalicio.
Fue ministro de Gracia y Justicia en dos ocasiones: entre el 9 de febrero de 1910 y el 3 de abril de 1911 en un gabinete presidido por Canalejas, y entre el 19 de abril y el 11 de junio de 1917 en un gobierno encabezado por García Prieto. También fue ministro de Gobernación entre el 3 de abril y el 29 de junio de 1911 en el citado gobierno Canalejas.
Falleció en Madrid el 12 de diciembre de 1945.